# Masashi Nishiyama
Masashi Nishiyama (jap. 西山将士 Nishiyama Masashi; ur. 9 lipca 1985 w Shimonoseki, w prefekturze Yamaguchi) – japoński judoka, brązowy medalista olimpijski, mistrz Azji.
Brązowy medalista igrzysk olimpijskich w Londynie w 2012 roku oraz mistrz Azji 2009 w kategorii wagowej do 90 kg.